# Житняк гребневидный
Житня́к гребневи́дный, Житняк гребенчатый (лат. Agropyron cristatum) — вид однодольных растений из семейства злаков (Poaceae). Многолетнее травянистое растение.
Видовой эпитет лат. cristatum означает «гребенчатый», имея в виду гребневидное соцветие этого вида.

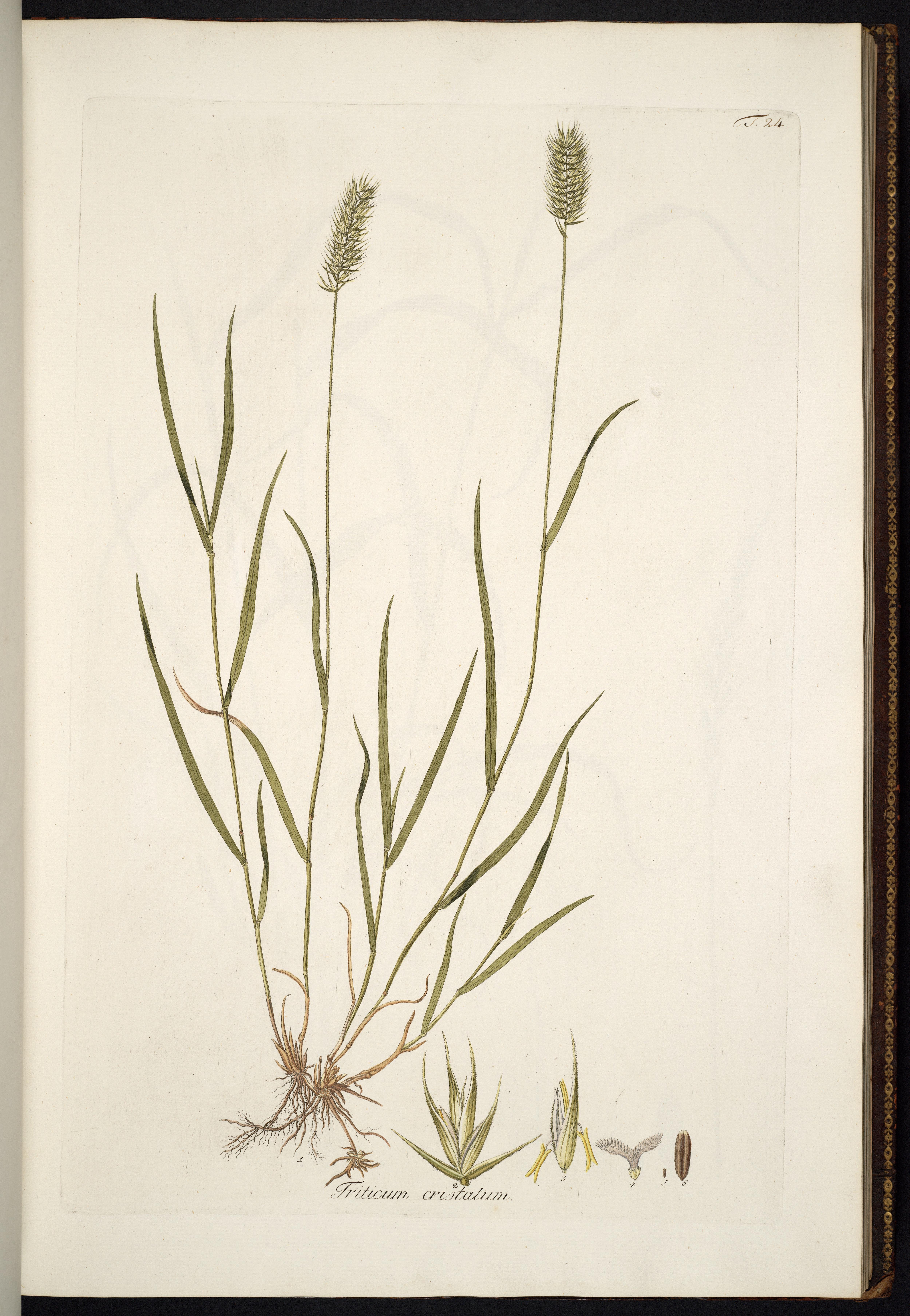
Ботаническая иллюстрация из книги N.T.Host «Icones et descriptiones Graminum austriacorum» т.2, 1801—1809

## Ареал и местообитание
Естественный ареал находится в русских и сибирских степях.
За Уралом Горный Алтай, Центральная Сибирь, Якутия, Монголия, Северо-Восточный Китай, на Дальнем Востоке встречается как заносное.
В Европейской России распространён в чернозёмной полосе, в местах севернее присутствует как заносное, изредка. 
Степи, сухие луга, обнажения мела и известняка, железнодорожные насыпи и пустыри.
В южных районах культивируется как кормовое растение, устойчивое к выпасу скота.

## Ботаническое описание
Многолетнее травянистое растение высотой 20—70 см высотой, образующее дерновину.
Колос 3—8 см длиной и 10—25 мм шириной. Цветет в июне — июле.
Вид легко скрещивается с Agropyron desertorum, давая плодородные гибриды. В прошлом эти два вида объединялись в один, однако, в современной системе APG III признаются самостоятельными видами.

## Значение
Многолетнее долгоживущее растение, способное произрастать в различных условиях обитания. Благодаря сочетанию глубокой мочковатой корневой системы и высокой устойчивости к морозам, засухе, и пожарам, а также способности давать большое количество жизнеспособных семян, вид вытесняет практически всю иную местную растительность, образуя почти монотипный травяной покров, состоящий из единственного вида. 
Впервые был завезён в прерии Северной Америки в начале 20 века для повторного заселения заброшенных пахотных земель, откуда он распространился на обширные пастбищные угодья на севере США и в южной Канаде. 
Экологический чрезвычайно успешный вид, заселивший миллионы гектаров пастбищ. По оценкам, как сорняк заселяет до 10 миллионов гектаров в Северной Америке. Некоторые места оставались заселены единственным злаком A. cristatum более 50 лет без тенденций сокращения территории его расселения. В настоящее время вид считается злостным сорняком в большинстве стран мира, куда он был занесён, и считается опасным инвазивным видом, особенно в США и Канаде.

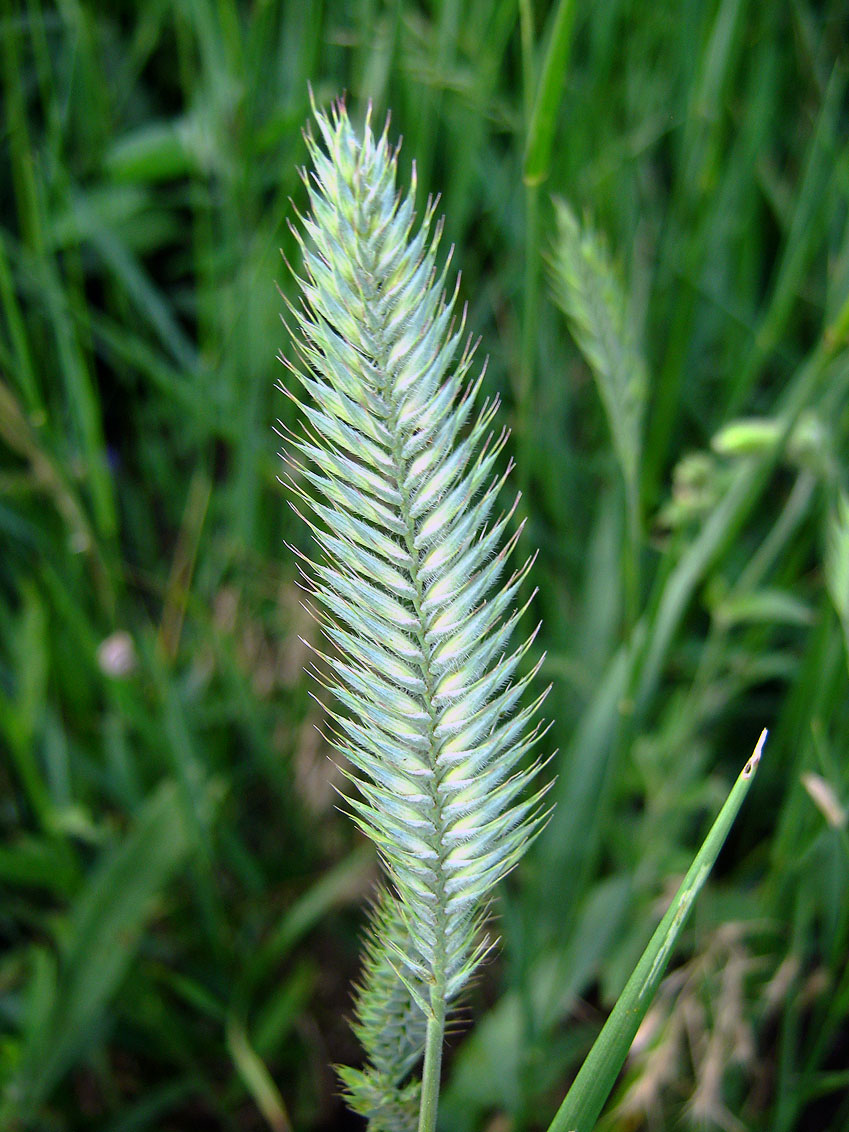

## Таксономия
Agropyron cristatum (L.) Gaertn., Novi Comment. Acad. Sci. Imp. Petrop. 14(1): 540. [1769] 1770.

### Синонимы
Homotypic
- Bromus cristatus L., Sp. Pl.: 78. 1753.basionym
- Triticum cristatum (L.) Schreb., Beschr. Gräs. 2: 12. 1770.
- Costia cristata (L.) Willk., Bot. Zeitung (Berlin) 16: 377. 1858.
- Eremopyrum cristatum (L.) Willk. & Lange, Prodr. Fl. Hispan. 1: 108. 1861.
- Zeia cristata (L.) Lunell, Amer. Midl. Naturalist 4: 226. 1915.
- Kratzmannia cristata (L.) Skalicky & V.Jirasek, Preslia 31: 45. 1959.

ещё более 200 синонимов.

### Подвиды
Agropyron ponticum Nevski, Trudy Sredne-Aziatsk. Gosud. Univ., Ser. 8b, Bot. 17: 56. 1934.
Житняк понтийский
рассматривается либо как синоним данного вида, либо как подвид в его составе — 
Agropyron cristatum subsp. ponticum (Nevski) Tzvelev, Novosti Sist. Vyssh. Rast. 9: 58. 1972.